# Крест Боевой Заслуги
Крест Боевой Заслуги (укр. Хрест Бойової Заслуги) — высшая военная награда Украинской повстанческой армии и Украинского главного освободительного совета — самопровозглашённого правительства Украины под протекцией ОУН(б).
Кресты Боевой Заслуги присваивались военнослужащим Украинской повстанческой армии и гражданским лицам, которые, как гласил регламент, «отличились особым воинским образом» или «выполняя свои обязанности, отличились в бою особым воинским образом и встретили смерть на Поле Славы».

## История награды

### Учреждение
27 января 1944 года приказом Главного командования № 3/44, подписанным главным командиром УПА Романом Шухевичем и шефом Главного военного штаба УПА Дмитрием Грицаем-«Перебейносом», был учреждён ряд военных наград для военнослужащих УПА, в том числе, высшей военной награды — Креста Боевой Заслуги. К этой награде мог быть представлен, как гласил принятый приказ, «каждый воин УПА любого ранга и функции за боевые заслуги во время своей службы в рядах УПА».
Система предоставления к наградам в Украинской повстанческой армии (УПА), включая Крест Боевой Заслуги, была построена по принципу соответствия степеням и классам. Согласно приказу, высшая военная награда УПА имела пять степеней. Степень награды, которой удостаивался тот или иной член УПА, влияла и на то, кто мог принять решение о награждении, а кто — издать приказ о награждении, что также было регламентировано в приказе № 3/44. Так, решение о награждении кого-либо Крестами Боевой Заслуги 1-й и 2-й степеней (золотыми) мог принять только Украинский главный освободительный совет (самопровозглашённый подпольный парламент Украины, созданный по инициативе ОУН(б)), а приказ о награждении ими издавал главный командир УПА; Крестами Боевой Заслуги 3-й и 4-й степеней (серебряными) — принимал главный командир УПА, а приказ о награждении издавал краевой командир УПА; Крестом боевой Заслуги 5-й степени (бронзовым) — принимал краевой командир УПА, а приказ о награждении издавал командир военного округа-группы.
К наградам за боевые заслуги также относились устные «отличия» и «похвала» в приказах краевого командира или командира военного округа соответственно. Низшим войсковым отличием за боевые заслуги было признание заслуг в приказе командира подотдела какой-либо части.

### Первые награждения
22 апреля 1945 года УГОС принял первое постановление о награждении членов УПА Крестом Боевой Заслуги, в соответствии с чем 25 апреля этого же года Главный военный штаб издал первый наградной приказ № 1/45. Военные награды УПА, включая Крест Боевой Заслуги нескольких степеней, получили 56 человек. Золотым крестом 1-го класса были награждены двое военнослужащих, 2-го класса — трое; Серебряным крестом 1-го класса — 9 человек, 2-го класса — 20 человек. Бронзового креста удостоились 17 человек:
Примечательно, что на практике процедура награждения Серебряным Крестом Боевой Заслуги 1-го класса отличалась от предусмотренной в приказе. Между 1945 и 1946 годами право награждения Серебряным Крестом Боевой Заслуги 1-го класса входило в компетенцию не главного командира УПА, а УГОС. Заявки на награждение краевые командиры подавали к главному командиру УПА, он передавал их на рассмотрение УГОС, тот, в свою очередь, принимал официальное постановление о награждении, а четвёртый организационно-персональный отдел Главного военного штаба выносил приказ. В 1946 году был разработан определённый проект представления кандидата на награждение Крестом Боевой Заслуги, состоявшего из пяти пунктов:
1. Псевдоним кандидата[6]
2. Функциональное положение
3. Округ или команда Отрезка
4. Предложение награждения
5. Факты особых заслуг

В представление на награждение входили точное описание подвига и данные о его свидетелях. О фактах таких награждений известно крайне мало, потому как их можно проследить лишь до начала периода послевоенного подполья.
30 мая 1947 года УГОС принял решение о расширении круга лиц, которые могли быть награждены Крестом Боевой Заслуги: с этого дня награда распространялась также на гражданских лиц, занимавшихся подпольной деятельностью в пользу УПА, участников так называемого «освободительно-революционного подполья».

## Примечания

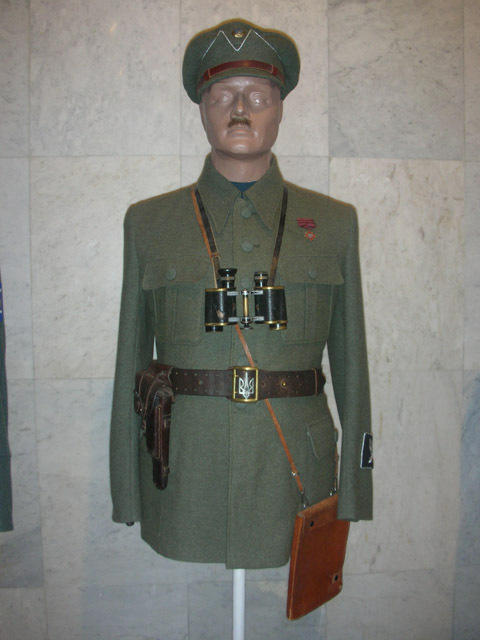
Современная реконструкция униформы генерал-хорунжего УПА. Слева на груди — Крест Боевой Заслуги 1-й степени

### Разработка и изготовление

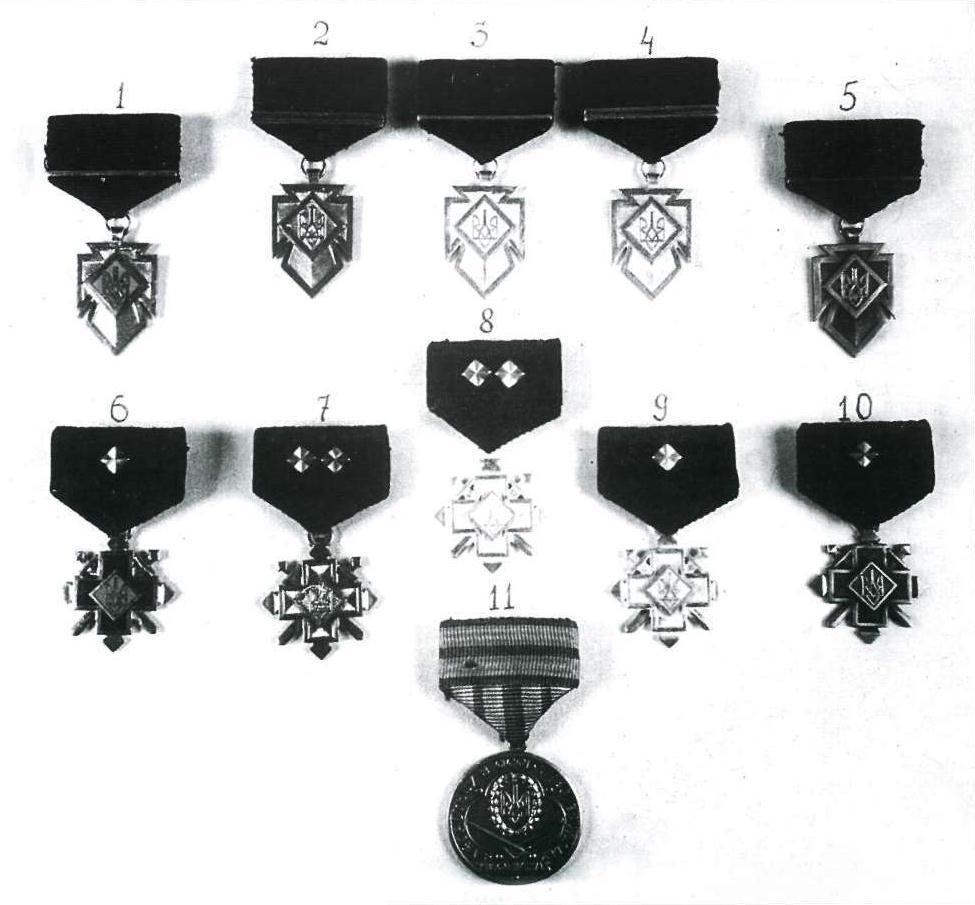
Комплект наград УПА, изъятый сотрудниками КГБ при аресте Василия Кука-«Лемиша», главного командира УПА 23 мая 1954 года. Кресты Боевой Заслуги представлены под номерами 6—10

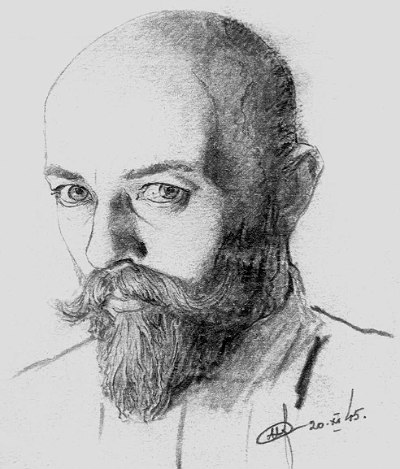
Нил Хасевич

В апреле 1950 года художник Нил Хасевич подал на рассмотрение в Украинский главный освободительный совет проекты наград УПА с сопроводительным письмом. В представленных проектах Хасевич предлагал два варианта Креста Боевой Заслуги. Оба они были разработаны Хасевичем и его учеником по прозвищу Свирид с учётом возможности изготовления наград в условиях подполья без специального оборудования и инструментов. Согласно рекомендациям Хасевича, утверждённым УГОС 30 июня 1950 года вместе с проектами наград, при создании Крестов Заслуги допускалось использовать эмаль двух цветов: синюю под трезубец и малиновую на плечах креста и — по возможности — наносить только на отличия высших классов. Звёзды-ромбики на стяжках орденов обозначали их классы.
Как и остальные награды УПА, Кресты Боевой Заслуги изготавливались за рубежом. Сразу после утверждения проектов Хасевича их переправили в ФРГ с помощью курьерской группы, которая смогла пересечь границу СССР только благодаря тому, что в ней состоял двойной агент, также работавший на МГБ. Первая партия орденов была изготовлена в 1951 году в Баварии. Высшее командование УПА получало награды небольшими партиями, опять же с помощью курьеров и эмиссаров зарубежных центров ОУН. Известно также, что между 1950 и 1953 годами сотрудниками МГБ УССР было ликвидировано 15 и задержано 16 таких эмиссаров-парашютистов и перехвачено 4 курьерские группы.
Спорным является вопрос о том, имело ли место в годы активности УПА награждение Крестами Боевой Заслуги и наградами УПА вообще. По всей видимости, до 1950—1951 годов это имело место только в единичных случаях, когда военные награды УПА переделывались из российских и советских, в частности, Георгиевских крестов. Но Кресты Боевой Заслуги тогда не могли вручаться как минимум потому, что проект их внешнего вида был утверждён только в 1950 году. В связи с этим чаще всего командиры УПА не имели при себе наград для вручения, и на практике награждённый крестом повстанец или подпольщик получал не награду, а временное удостоверение, или же просто заслушивал приказ о награждении. По другой версии, награды не вручались в конспиративных целях. Единственный факт наличия образцов Крестов Боевой Заслуги (всех степеней) был документально зафиксирован 23 мая 1954 года после ареста главного командира УПА Василия Кука-«Лемиша». Помимо того, в документальных материалах КГБ УССР встречались упоминания о наличии у членов некоторых перехваченных курьерских групп военных наград, предназначавшихся для передачи лидерам УПА и дальнейшего награждения украинских повстанцев, но конкретных упоминаний о Крестах Боевой Заслуги в них не было.
12 октября 1952 года был вынесен последний наградной приказ под номером 3/52. С этого момента Крестом Боевой Заслуги, как и остальными наградами УПА, ни на территориях, где дейстововала УПА, ни за их пределами, никто не награждался.

## Описание
Первые сведения о наградах УПА и их внешнем виде появились в научных публикациях историков украинской диаспоры за рубежом в начале 1950-х годов. Обобщение этих сведений было осуществлено значительно позже исследователем и коллекционером Ярославом Семотюком из Торонто, в 1991 году опубликовавшим свою работу «Українські військові нагороди». В неё входил подробный каталог с описанием каждой награды и её цветным изображением.
Кресты Боевой Заслуги, вне зависимости от степени и класса, имели одинаковый размер: 27×27 мм (не считая орденской ленты). В основу каждого ордена был положен равноконечный крест с выступающими из-под него остриями вниз скрещенными мечами. В центре креста располагался ромб с украинским тризубом. Лента к кресту тёмно-красного оттенка имела две чёрные горизонтальные полоски. Кресты носили на пятиконечной колодке, обтянутой лентой. На ленте каждого креста были закреплены ромбовидные «звёздочки» из металла, идентичного металлу креста. Так, крест 1-го класса имел две золотых звёздочки на ленте, крест 2-го класса — одну золотую звёздочку, 3-го и 4-го класса — две и одну серебряные звёздочки соответственно, а крест 5-го класса — одну бронзовую, несмотря на то, что он имел только одну степень, в отличие от золотых и серебряных.
Внешне все кресты, за исключением ордена 1-го класса, выглядели одинаково. При отсутствии лент их различал лишь металл, использованный для изготовления, а ордена 3-го и 4-го класса, изготовленные из серебра, в таком случае были идентичными. Крест же 1-го класса, в соответствии с проектом Хасевича, был частично эмалирован красной и синей эмалью (иногда вместо эмали использовалась краска).
| Первая    | Золотой Первого класса    | Две золотые     | Крест (красная), ромб (синяя) |
| Вторая    | Золотой Второго класса    | Одна золотая    | нет                           |
| Третья    | Серебряный Первого класса | Две серебряных  | нет                           |
| Четвёртая | Серебряный Второго класса | Одна серебряная | нет                           |
| Пятая     | Бронзовый                 | Одна бронзовая  | нет                           |

## Кавалеры ордена

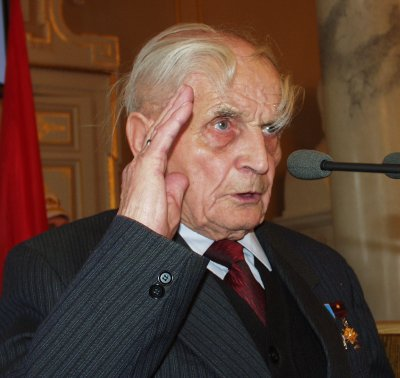
Василий Левкович, кавалер Золотого Креста Боевой Заслуги 2-го класса

Золотым Крестом Боевой Заслуги 1-го класса было награждено 40 человек. Из них удалось установить имена лишь 23 награждённых. Первыми кавалерами Золотого Креста Боевой Заслуги первого класса в соответствии с приказом Главного военного штаба № 1/45 от 25 апреля 1945 года стали хорунжие Дмитрий Карпенко-«Ястреб», командир куреня «Верховинци» ВО 3 «Лысоня», и Дмитрий Пелип-«Евшан», командир куреня «Галайда» ВО 2 «Буг». Согласно постановлению Украинского главного освободительного совета от 7 июля 1950 года Золотым Крестом Боевой Заслуги 1-го класса был посмертно награждён главный командир УПА Роман Шухевич. Приказ Главного военного штаба о его награждении, в порядке исключения, не выносился.
Золотым Крестом Боевой Заслуги 2-го класса были награждены 32 человека. Приказом Главного военного штаба № 1/45 от 25 апреля 1945 года первыми его кавалерами стали майор Фёдор Полевой-«Поль», командир старшинской школы «Олени» группы УПА-Запад, и поручик Иван Бутковский-«Гуцул», командир ВО 4 «Говерла». 5 марта 2008 года на торжественной XXII сессии Львовского областного совета состоялось вручение Золотого Креста Боевой Заслуги 2-го класса Василию Левковичу-«Вороному», командовавшему ВО «Буг» в годы существования УПА и единственному по состоянию на август 2011 года ныне живущему ветерану УПА, который реально был представлен к награждению Крестом Боевой Заслуги ещё в 1946 году.
Серебряным Крестом Боевой Заслуги 1-го класса было награждено 76 человек. Из них удалось установить имена 37 награждённых. Первыми кавалерами Серебряного Креста Боевой Заслуги 1-го класса, согласно приказу № 1/45, стали хорунжий Григорий Котельницкий — Шугай, командир ТВ 15 «Ястреб» ПО «Буг», старший булавный Михаил Хвалибота-«Лис», командир ТВ 12 «Климов» ПО «Буг», и старший булавный Иван Паньков-«Явор», командир сотни на Николаевщине. Последним награждённым Серебряным Крестом Боевой Заслуги 1-го класса, в соответствии с приказом № 3/52 от 12 октября 1952 года, стал хорунжий Слава (имя и фамилия неизвестны), член отдела связи ГК УПА.
Серебряным Крестом Боевой Заслуги 2-го класса было награждено 128 человек. Из них удалось установить имена 31 награждённого. Первыми кавалерами Серебряного Креста Боевой Заслуги 2-го класса, согласно приказу № 1/45, стали сотник Николай Дутко-«Осип», командир сотни ПО «Сан», областной референт СБ, булавный Готур (имя и фамилия неизвестны), взводный сотни «Сироманцы» ПО «Лысоня», и булавный Коварный (имя и фамилия неизвестны), роевой сотни «Сироманцы» ПО «Лысоня». Последним награждённым Серебряным Крестом Боевой Заслуги 2-го класса, согласно приказу № 1/52 от 20 июня 1952 года, стал неизвестный повстанец по прозвищу «Лопух», УПА-«Юг». Единственным военнослужащим УПА, дважды награждённым Серебряным Крестом 2-го класса, был хорунжий Василий Панас-«Седой».